# Chunca Cancha
Chunca Cancha (auch Chunca Kancha oder Chunka Cancha) ist eine Streusiedlung im Departamento Chuquisaca im südamerikanischen Andenstaat Bolivien.

## Lage
Chunca Cancha ist viertgrößter Ort des Municipios Icla in der Provinz Jaime Zudáñez. Die Ortschaft liegt auf einer Höhe von 3420 m am linken, südlichen Ufer des Río Molle Punco, der flussabwärts in den Río Pilcomayo mündet.

## Geographie
Chunca Cancha liegt zwischen dem Altiplano und dem bolivianischen Tiefland im Höhenzug der bolivianischen Cordillera Central. Das Klima ist ein kühl-gemäßigtes Höhenklima mit typischem Tageszeitenklima, bei dem die Temperaturunterschiede im Tagesverlauf stärker schwanken als im Jahresverlauf.
Die Jahresdurchschnittstemperatur in der Region Tarabuco liegt bei etwa 9 °C (siehe Klimadiagramm Tarabuco), die Monatsdurchschnittswerte schwanken zwischen 6 °C im Juli und 11 °C im November. Der Jahresniederschlag beträgt 600 mm und weist vier aride Monate von Mai bis August mit Monatswerten unter 10 mm auf, und eine deutliche Feuchtezeit von Dezember bis Februar mit Monatsniederschlägen zwischen 100 und 125 mm.

## Verkehrsnetz
Chunca Cancha liegt in einer Entfernung von 156 Straßenkilometern südlich von Sucre, der Hauptstadt Boliviens und des Departamentos.
Von Sucre aus führt nach Osten die 976 Kilometer lange Nationalstraße Ruta 6, die Sucre mit dem bolivianischen Tiefland und der dortigen Millionenstadt Santa Cruz verbindet, und erreicht die Stadt Tarabuco nach 67 Kilometern. Von Tarabuco aus führt dann eine Höhenstraße nach Süden über die Ortschaften Icla, Chahuarani und Jatun Mayu. Sechsundzwanzig Kilometer südlich von Jatun Mayu zweigt eine Nebenstraße in südlicher Richtung von der Höhenstraße ab und erreicht Chunca Cancha nach weiteren fünfzehn Kilometern.

## Bevölkerung
Die Einwohnerzahl der Ortschaft ist im vergangenen Jahrzehnt zurückgegangen:
| Jahr | Einwohner         | Quelle       |
| ---- | ----------------- | ------------ |
| 1992 | keine Detaildaten | Volkszählung |
| 2001 | 628               | Volkszählung |
| 2012 | 532               | Volkszählung |
| 2024 |                   | Volkszählung |

Die Region weist einen hohen Anteil an Quechua-Bevölkerung auf, im Municipio Icla sprechen 98,6 Prozent der Bevölkerung Quechua.